# لویوان
لویوان (به لاتین: Luoyuan County) یک شهرستان در جمهوری خلق چین است که در فوجو واقع شده‌است.